# کنت الدبرینک
کنت الدبرینک (انگلیسی: Kenth Eldebrink؛ زادهٔ ۱۴ مهٔ ۱۹۵۵) پرتاب‌گر نیزه اهل سوئد است.